# Georg-Hennig von Heydebreck
Georg-Hennig von Heydebreck (* 27. Dezember 1903 in Potsdam; † 12. April 1976 in Ahrensburg) war ein Oberst der Wehrmacht. Als Kadett der Zentralen Infanterieschule München nahm er am 9. November 1923 am gescheiterten Staatsstreich von Adolf Hitler und Erich Ludendorff teil, wofür er mit dem sogenannten Blutorden ausgezeichnet wurde. Später diente er bei den Panzertruppen und war am 13. April 1944 an Massakern in Italien nachweislich als Kommandoführer beteiligt.

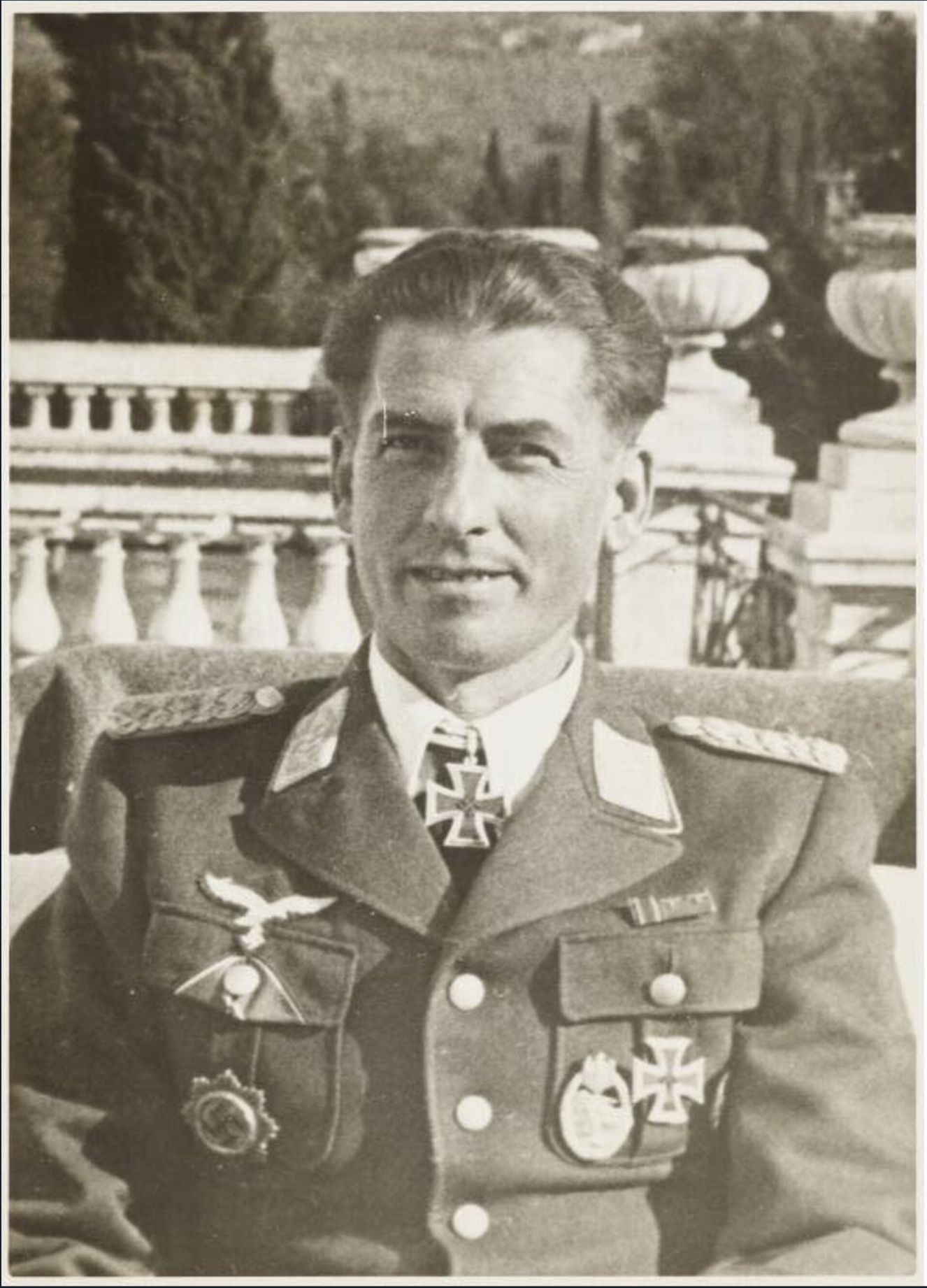
Georg-Henning von Heydebreck

Von Heydebreck war Sohn von Oberst Hans von Heydebreck und Emilie von Lichtenberg und somit Spross eines alten pommerschen Adelsgeschlechts.
Heirat am 29. Mai 1931 mit Ellen Wilkins in Hornow-Wadelsdorf, mit der er eine Tochter und einen Sohn hat.

## Militär
Ab 1. Oktober 1934 Hauptmann, ab 1. Juni 1940 Major, Oberstleutnant, ab 1. Juni 1943 Oberst.
Bereits zu Beginn des Zweiten Weltkriegs führte von Heydebreck von 1939 bis 1940 das Kommando des Panzerregiments 8 und von Dezember 1940 bis Juli 1942 das I./Panzer-Regiment 201 in Frankreich und Belgien. Er wurde verwundet und in ein Militärkrankenhaus eingeliefert. Nach seiner Genesung bildete er an der Schule für gepanzerte Fahrzeuge in Paris Führungskräfte in Militärtaktik aus. Ab November 1942 bis Mai 1943 kommandierte er wiederum das Panzer-Regiment 201 und anschließend das Panzer-Regiment 39. Ab dem 20. Juli 1943 diente er im Panzerregiment 39 in der Fallschirm-Panzer-Division 1 Hermann Göring. Nach dem Krieg wurde ein Spruchkammerverfahrenin Böblingen durchgeführt; zuletzt Oberst d. R. der Bundeswehr a. D.

## Massaker
Von Heydebreck war am 13. April 1944 führender Kommandeur beim Massaker von Monte Morello und Vallucciole in der Nähe von Florenz bei einer sogenannten Bandenbekämpfung, bei dem nach einer Meldung der Wehrmacht 186 „Feindtote“ zu verzeichnen waren. Unter den Opfern waren nach neuestem Forschungsstand lediglich 17 Partisanen und in der übergroßen Mehrzahl wehrlose Frauen, Kinder und alte Menschen. Laut dem Militärhistoriker Gerhard Schreiber habe von Heydebreck nach der Bandenbekämpfung höhere Zahlen und Daten insbesondere hinsichtlich der getöteten Partisanen angegeben, die einer Überprüfung nicht standhalten.

## Auszeichnungen und Orden
Oberst von Heydebreck wurde mehrfach ausgezeichnet:
- Ritterkreuz des Eisernen Kreuzes (25. Juni 1944)
- Eisernes Kreuz I. und II. Klasse
- Deutsches Kreuz in Gold[3] (23. Oktober 1942)
  - Panzerkampfabzeichen
  - Verwundetenabzeichen (1939)
  - Blutorden
  - Anerkennungsurkunde des Oberbefehlshabers des Heeres[5] (28. März 1943)